# Vlastní Finsko
Vlastní Finsko je jedna z 19 finských provincií. Nachází se na jihozápadě části státu. Sousedí s regiony Satakunta, Pirkanmaa, Uusimaa a Kanta-Häme. Správním střediskem je město Turku (švédsky Åbo). Nejvyšším bodem je vrch Särämäki o nadmořské výšce 164 m n. m. Stejně jako další finské provincie, má i Vlastní Finsko určené své symboly z ptačí říše, flóry, ryb a hornin. Jsou jimi kavka obecná, dub letní, sleď obecný a žula.

## Obce
Vlastní Finsko bylo v roce 2018 rozděleno do 5 okresů (finsky seutukunta) a 27 obcí (finsky kunta). Tučným písmem jsou zapsána města.
- Turku
- Salo
- Raisio
- Kaarina
- Naantali
- Uusikaupunki
- Pargas
- Loimaa
- Paimio
- Somero
- Laitila
- Aura
- Kimitoön
- Koski Tl
- Kustavi
- Lieto
- Marttila
- Masku
- Mynämäki
- Nousiainen
- Oripää
- Pyhäranta
- Pöytyä
- Rusko
- Sauvo
- Taivassalo
- Vehmaa